# Slaget ved Molino del Rey
Slaget ved Molino del Rey var en af de blodigste træfninger i den Mexicansk-amerikanske krig.  

## Baggrund
Den 6. september 1847, da en våbenhvile og forhandlinger efter slaget ved Churubusco var ved bryde sammen, blev en stor gruppe mexicanske tropper observeret i nærheden af en gruppe lave massive stenbygninger, der gik under betegnelsen El Molino del Rey (Kongen's Mølle). De var omkring 1 km vest for borgen Chapultepec som selv var ca. 3 km vest for Mexico Citys byporte. En lund adskilte møllen fra borgen, hvorfra kanoner dækkede området. 
General Winfield Scott modtog rapporter om at træerne skjulte et kanonstøberi og der var rygter om at Antonio López de Santa Anna, som var leder af både regeringen og militæret i Mexico, og som havde desperat behov for kanoner sendte kirkeklokker ud til støberiet for at få dem omsmeltet til kanoner. Fra taget af biskoppens palads i Tucubaya, hvor General Scott havde sit hovedkvarter, kunne man tydeligt se, at der var en eller anden form for smelteovn med røde flammer som steg op over møllens tag. Scott beordrede general William J. Worth til at angribe og tage møllen, ødelægge fabrikken og eventuelt andet krigsmateriel der blev fundet. 

## Slaget
Molino del Rey var en gruppe stenbygninger omkring 500 meter i længden. De omfattede en kornmølle og den gamle kongelige krudtmølle. Knap 500 meter nord for møllerne lå Casa Mata endnu en stærk stenbygning. Ca. 300 meter vest for Casa Mata er der en dyb kløft og bag ved den Morales hacienda. Dette område, fra Molino del Rey til venstre til højdedraget vest for kløften på højre side var okkuperet af mexicanske styrker. I møllerne lå styrker fra Nationalgarderne under general Leon sammen med tropper under general Rangel. Mellem møllerne og Casa Mata lå 2. lette bataljon og to linieinfanteriregimenter med 6 kanoner, under General Ramirez. I Casa Mata lå 4. lette bataljon og 11. linieregiment under General Perez.  I lunden ved Chapultepec, bag møllerne lå reserven bestående af 2 lette bataljoner. Vest for kløften, i retning af Morales lå 4.000 kavalerister. Med en styrke på 14.000 mand var General Santa Anna sikker på at vinde. 
Klokken 3 om morgenen den 8. september sendte Worth en angrebskolonne på 500 mand under ledelse af major George Wright ned af en svagt hældende slette. Bag dem placerede han oberst Charles Ferguson Smith's lette bataljon og George Cadwalader's brigade i centrum. Til højre for dem var Garlands brigade og et batteri under kaptajn Simon H. Drum.  Til venstre var oberst James Duncan's batteri og en brigade under kommando af oberst James S. McIntosh. Major Sumner havde kommandoen over kavaleriet, i starten yderst til venstre. Worth styrke var på i alt 2.800 mand.
Kaptajn Huger's tunge kanoner åbnede først ild mod møllerne og fortsatte hermed indtil dette punkt i fjendens linje var rystet. Major Wrights styrke stormede frem i et angreb. Det mexicanske artilleri på styrkens flanke åbnede ilden og infanteriet på det flade tag oven på møllerne begyndte også at skyde fra flanken. Elleve ud af fjorten amerikanske officerer blev dræbt, men Smiths og Cadwalader's styrker erobrede centrum af fjendens linje. Oberst Garland og Drum's batteri besatte fjendens position i højre side, lige under Chapultepecs kanoner.  
På venstre side rykkede oberst McIntosh brigade frem mod Casa Mata under morderisk ild. Tvunget til at falde tilbage fik brigaden støtte af Duncan's batteri, som tvang besætning og forstærkninger til at forlade Casa Mata.

## Efter slaget
Efter at have sprængt Casa Mata og ødelagt forme og andet udstyr i møllerne vendte de amerikanske styrker tilbage til Tacubaya.  Der blev erobret tre mexicanske kanoner, store mængder skydevåben og ammunition samt taget 800 fanger. De mexicanske styrker havde tab på over 2.200 heriblandt General Leon obersterne Balderas og Gelaty som blev dræbt. De amerikanske tab var på 729 mænd dræbt og såret. 49 officerer blev såret og oberstløjtnant Scott, major Graham, kaptajnerne Merrill og Ayres samt løjtnanterne Johnston, Armstrong, Strong, Burwell og Farry blev dræbt.
Forberedelserne begyndte straks til Slaget ved Chapultepec.